# Йоэль, Мануэль
Мануэль Йоэль (нем. Manuel Joël; 19 октября 1826 — 3 ноября 1890) — еврейский богослов.
Учился в Берлине как иудаизму, так и классической филологии. С 1854 г. преподавал в раввинском училище в Бреслау, в 1863 г. стал главным раввином общины Бреслау.
Основные труды Йоэля связаны с историей иудаизма и еврейской философии как таковых, но прежде всего — с изучением влияния иудаизма и еврейской философии на христианских мыслителей Средневековья. Образцами таких трудов могут считаться «Связи Альберта Великого с Маймонидом» (нем. «Verhältnis Albert des Großen zu Moses Maimonides»; Бреслау, 1863), «К генезису учения Спинозы» (нем. «Zur Genesis der Lehre Spinozas»; там же, 1871), «Значение Ибн Габироля для истории философии» (нем. «Ibn-Gabirol’s Bedeutung für die Geschichte der Philosophie») и дп. Впрочем, и собственно исследования Йоэля, посвящённые отдельным еврейским авторам, пользовались признанием: это относится, прежде всего, к «Религиозной философии Маймонида» (нем. «Die Religionsphilosophie des Maimonides»; 1859). Собрание работ Йоэля первого периода, изданное в 1876 г. под названием «Проблемы истории философии» (нем. «Beiträge zur Geschichte der Philosophie»), ценилось и в XX веке. Последующие труды Йоэля были собраны и обобщены в двухтомных «Взглядах на историю религии» (нем. «Blicke in die Religions-geschichte»; 1880—1883).